# Кати (Підкарпатське воєводство)
Кати (пол. Katy) — село в Польщі, у гміні Яроцин Ніжанського повіту Підкарпатського воєводства.
Населення — 386 осіб (2011).
У 1975-1998 роках село належало до Тарнобжезького воєводства.

## Демографія
Демографічна структура станом на 31 березня 2011 року:
|          | Загалом | Допрацездатний вік | Працездатний вік | Постпрацездатний вік |
| -------- | ------- | ------------------ | ---------------- | -------------------- |
| Чоловіки | 194     | 47                 | 127              | 20                   |
| Жінки    | 192     | 34                 | 110              | 48                   |
| Разом    | 386     | 81                 | 237              | 68                   |